# Žebrák (hrad)
Žebrák je zřícenina hradu v obci Točník na jižním okraji křivoklátských lesů v okrese Beroun. Od roku 1965 je hrad chráněn jako kulturní památka a od roku 2002 jako národní kulturní památka České republiky. Je ve vlastnictví státu (správu zajišťuje Národní památkový ústav) a je přístupný veřejnosti.
Šlechtický hrad byl založen ve druhé polovině třináctého století. Roku 1336 jej získal král Jan Lucemburský a od té doby se Žebrák stal významnou panovnickou rezidencí. Oblíbil si jej zejména Václav IV., který nechal původně nevelký hrad přestavět na luxusní sídlo. Po založení sousedního hradu Točník na konci čtrnáctého století se začal význam Žebráku snižovat. Během husitských válek byl hrad dvakrát neúspěšně obléhán. Po válkách byl ještě zlepšen obranný systém a hrad byl udržován až do konce patnáctého století. Po požáru v roce 1532 však už nebyl obnoven a změnil se ve zříceninu.

## Název
Hrad byl pojmenován podle vsi Žebrák, připomínané v predikátu Přibyslava ze Žebráka roku 1280.

## Historie

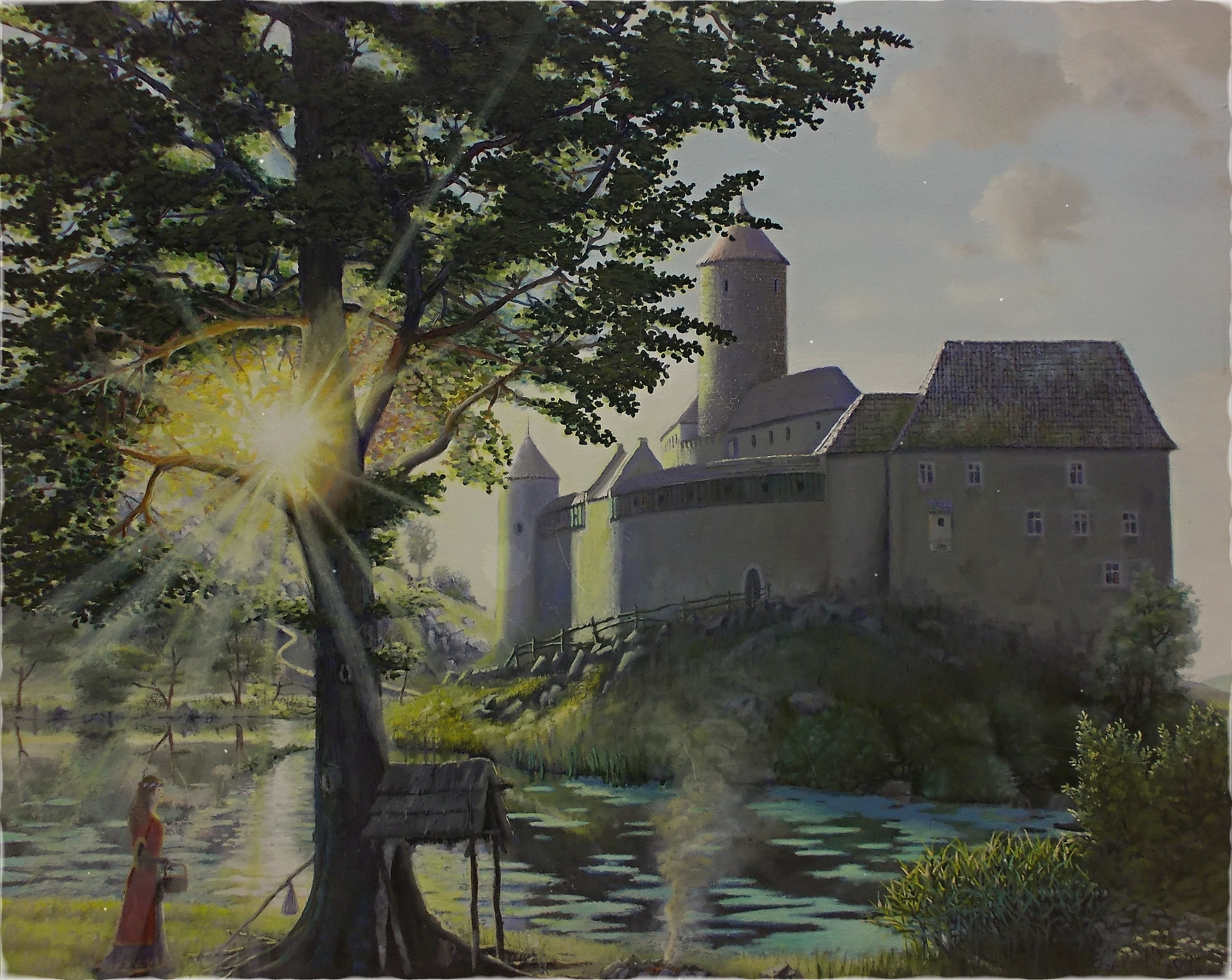
Hrad na obrazu Královna a Žebrák od L. Herce

Hrad byl založen ve druhé polovině třináctého století Oldřichem Zajícem z Valdeka nedaleko důležité obchodní stezky z Prahy do Bavorska.
Jeho syn Oldřich IV. někdy mezi léty 1322 a 1327 přenechal celý Žebrák svému bratrovi Zbyňku Zajícovi z Hazmburka. Ten půjčoval peníze králi Janovi Lucemburskému. Za to dostal do zástavy vesnice Praskolesy, Sedlec, Tlustice, Kotopeky, Lhota, Libosněn a Jesenice. Roku 1335 od krále dostal hrad Hazmburk a 6. června 1336 s ním vyměnil hrad Žebrák s městečkem a několika vesnicemi (Hředle, Lhota, Chodouň, Tlustice, Bíleč, Zábdiší, Bavoryně, části Prskoles a Sedlce) za výnosnější budyňské panství. Data obou směn bývají uváděna tradičně na základě práce Augusta Sedláčka, ale pravděpodobnější je, že obě proběhly v roce 1336.

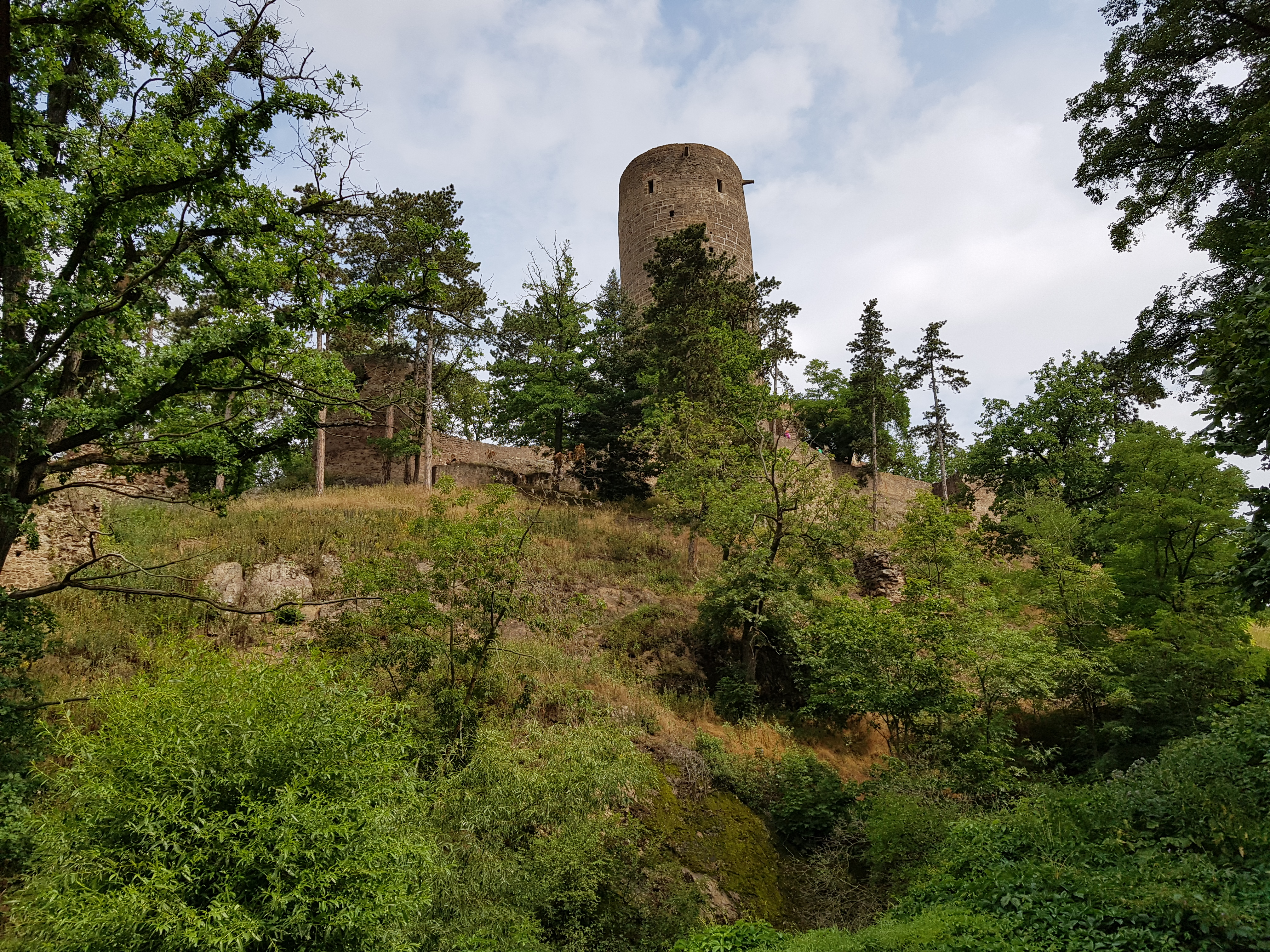
Hradní jádro z jihozápadu

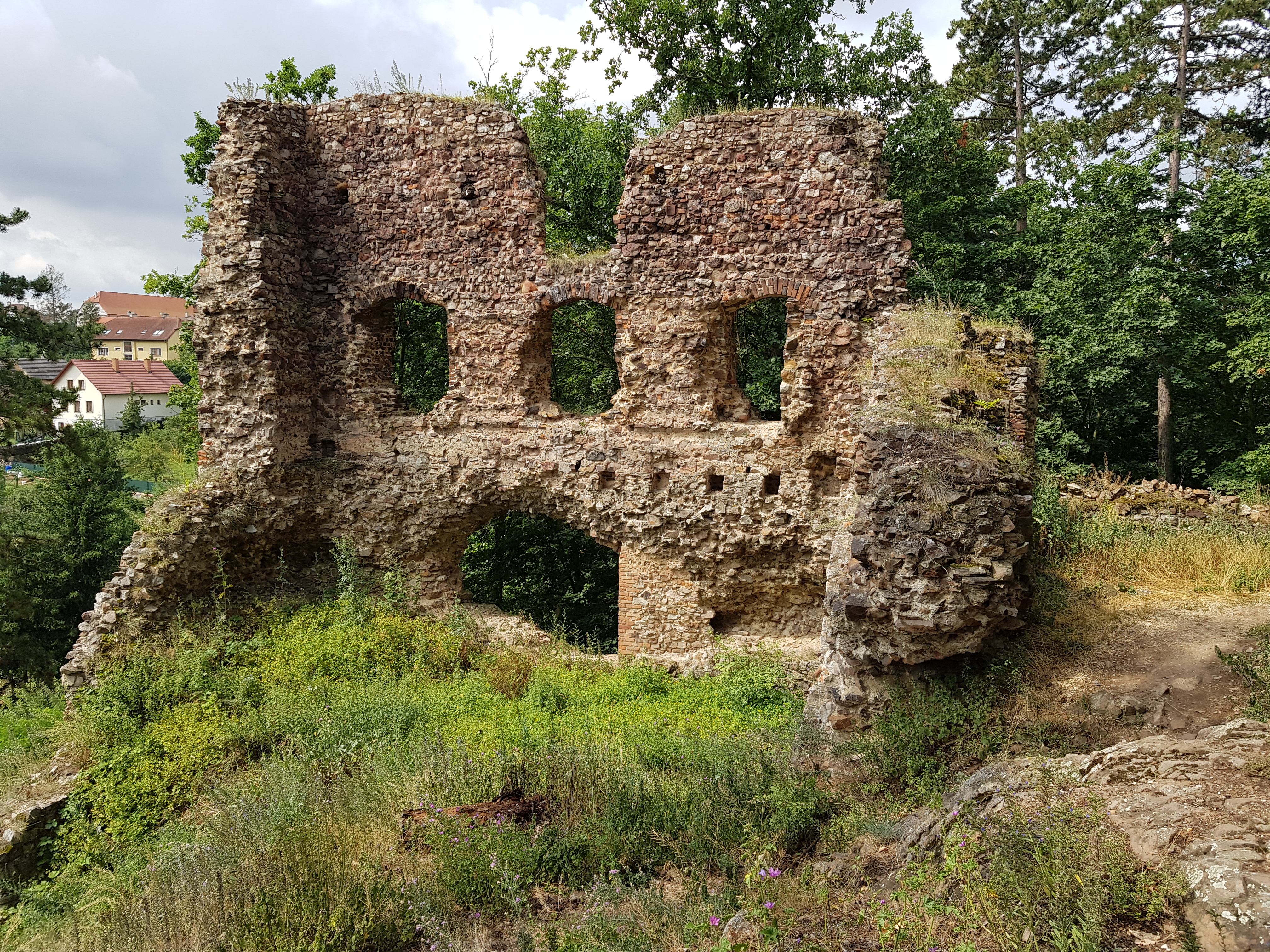
Zřícenina nového paláce v jihozápadní části předhradí

Roku 1341 značně zchátralý hrad od Karla IV. koupil jeho bratr Jan Jindřich, ale v roce 1349 jej králi prodal zpět. Buď on nebo Karel IV. na hradě založili kapli svatého Apolináře a svaté Markéty. Karel IV. na hradě často pobýval a 28. prosince 1351 zde zemřel jeho prvorozený syn Václav. Panovník poté hrad navštívil už jen jednou roku 1360, a před rokem 1358 dokonce hrad zastavil magdeburskému purkrabímu Purkartovi, přestože jej sám zařadil mezi statky, které panovník ze strategických důvodů nesměl zastavovat.
Ze zástavy hrad vyplatil až král Václav IV., který si jej oblíbil pro snadnou dostupnost a polohu v hlubokých lesích. Zejména v období 1383–1396 na Žebrák za panovníkem často přijížděli významní hosté, mezi které patřil také budoucí anglický král Jindřich IV. Pro panovníkovy potřeby byl hrad v této době nákladně přestavěn. Roku 1392 král na hradě potvrdil založení Betlémské kaple. O tři roky později, když vypukly jeho spory s panstvem, podepsal Václav IV. na Žebráku listinu, v níž se zavázal předat významné úřady vysoké šlechtě.
V roce 1395 Žebrák vyhořel. Podle Dobroslavy Menclové jej zapálilo vojsko Jindřicha III. z Rožmberka. Hrad byl brzy opraven, ale král zároveň založil nedaleký Točník a po roce 1400 mu začal dávat přednost. Přesto Žebrák využíval i nadále a roku 1412 zde proběhla disputace mezi Janem Husem a Štěpánem z Pálče.
Během husitských válek, nejspíše od roku 1422, měl Žebrák v zástavě Hanuš z Kolovrat. Žebrák i Točník roku 1425 oblehlo husitské vojsko vedené Janem Hvězdou z Vícemilic, Janem Roháčem z Dubé a Bohuslavem ze Švamberka. Husité hrady dobýt nedokázali, ale vypálili města Žebrák a Hořovice. V roce 1430 hrad čelil druhému obléhání, které skončilo po devíti týdnech, když se Hanuš z Kolovrat přidal na stranu husitů. Roku 1438 byli na hradě uvězněni pražští měšťané, kteří v době vlády krále Zikmunda zastávali úřady konšelů. Vězňům se v květnu následujícího roku podařilo uprchnout.
Hanuš z Kolovrat sice sídlil na Točníku, ale Žebrák poškozený v předchozích bojích nechal opravit. Dokladem je zpráva z roku 1460, podle které bylo nutno kapli po rekonstrukci znovu vysvětit. Poté už byla údržba hradu zanedbávána. Osudným se hradu stal požár v roce 1532. Tehdy údajně na hradě nocoval král Ferdinand I., který prý před ohněm sotva unikl. Zkázu hradu urychlil další zástavní držitel Volf Krajíř z Krajku, který zde hledal poklady. Roku 1553 byl hrad označen jako pustý.

## Stavební podoba

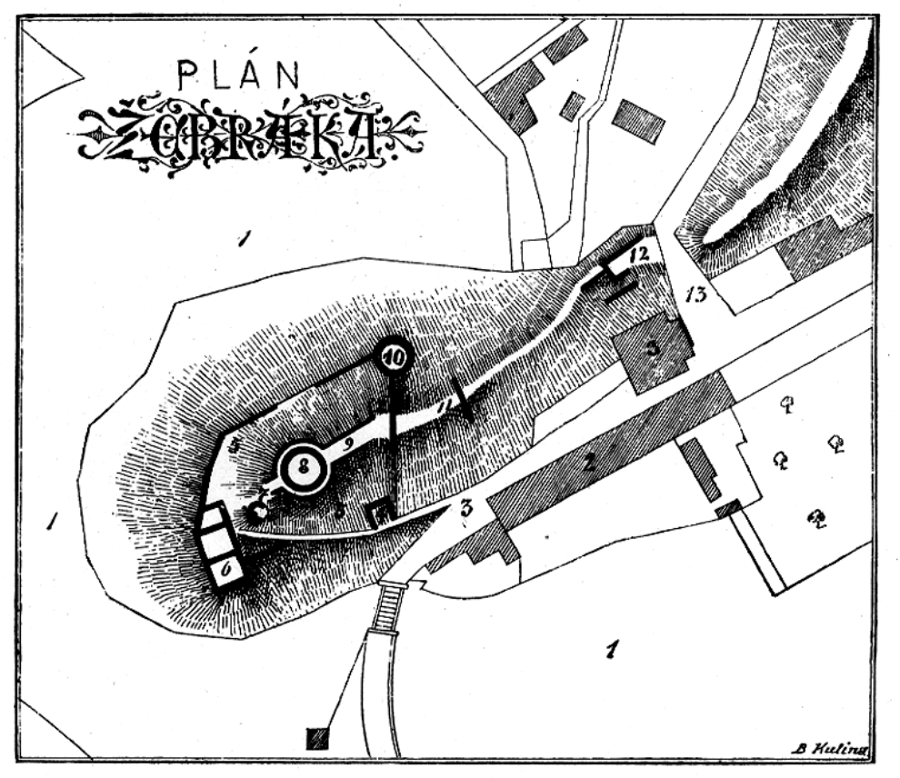
Půdorys hradu od Baltazara Kutiny publikovaný roku 1889)

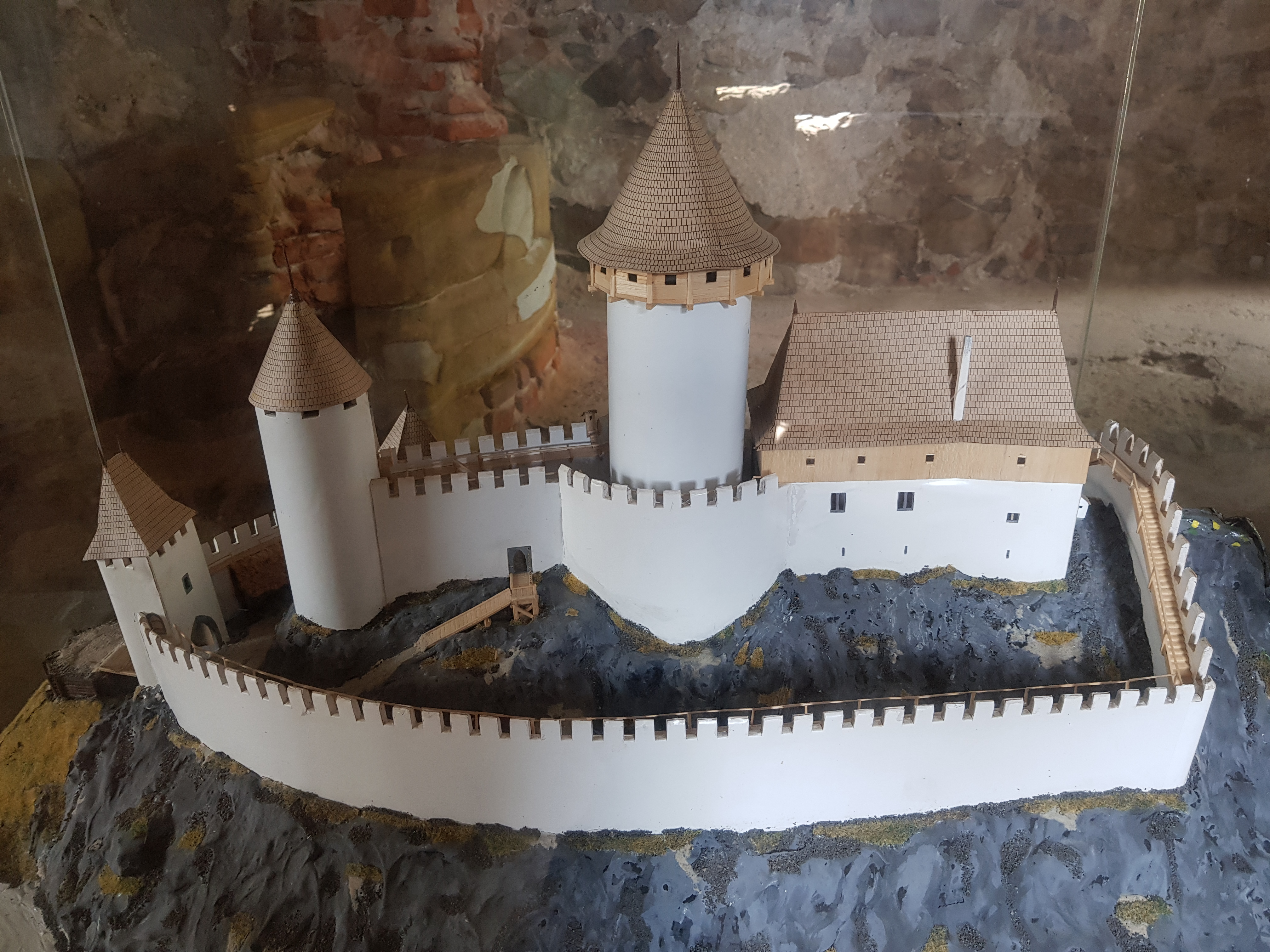
Model první stavební fáze

Hrad byl postaven na velmi úzkém křemencovém bradle. V nejstarší stavební fázi patřil mezi hrady bergfritového typu, ale jeho podoba byla silně ovlivněna staveništěm a dvě okrouhlé věže zde byly na šlechtickém hradě použity nejspíše poprvé v Čechách.
Bradlo bylo s výjimkou východu obklopeno předhradím, do kterého se vcházelo věžovou branou. Hradní jádro zaujalo vrcholovou část bradla. Na západní straně stála v čele hradu okrouhlá věž s průměrem devět metrů a zdí silnou dva metry. Za věží bylo malé nádvoří ukončené větším bergfritem obepnutým plášťovou zdí. Průchod mezi věží a zdí je široký pouze jeden metr. Věž má průměr přes jedenáct metrů a byla přístupná přímo ze zadního paláce po padacím můstku. Pozůstatkem původního vstupu je dochovaná část pravoúhlé vpadliny pro můstek. Za berfritem stál dvouprostorový palác s rozměry asi 10 × 30 metrů a rozdělený do dvou výškových úrovní. Níže položená zadní část se čtvercovým půdorysem byla přístupná chodbičkou v síle zdi. Poslední stavbou, která v době vlády Karla IV. hrad ukončila, se stala kaple svatého Apolináře a svaté Markéty postavená nad šíjovým příkopem.
Rozsáhlá přestavba Václava IV. podobu hradu zcela změnila. Původní vstupní nádvoříčko nahradil nový palác, jehož čelem se stala menší věž, která proto musela být částečně zbořena. Přestavba se dotkla také starého paláce. V prvním patře byl vybudován velký sál osvětlený obdélníkovými okny a další dvě místnosti, z nichž jedna byla klenutá. Do přízemí z ní vedlo točité schodiště. Pohodlné vytápění paláce zajišťovalo ústřední teplovzdušné topení. O přístavbu, která mohla mít obytný charakter, byla zvýšena i velká věž, a její fasádu pokrylo iluzivní kvádrování. Potřebu dalších obytných prostor vyřešil nový palác s roubenou komorou v jihozápadním nároží předhradí. Součástí paláce se stala také stará branská věž, a proto musela být o několik metrů dále postavena nová brána. Další stavby vyplnily prostor mezi starým palácem a kaplí. Hospodářský provoz zajistily nové budovy v jižní části předhradí.
Obranu hradu nejpozději v době Václava IV. vylepšila soustava rybníků, které hrad obklopovaly. K dalšímu zlepšení obranyschopnosti došlo v průběhu patnáctého století, ze kterého pochází třetí okrouhlá věž v severovýchodním nároží předhradí. Má dva metry silné zdi a vnitřní průměr 4,8 metru. Uvnitř se nacházelo pouze vysoké temné přízemí, nad kterým bylo střílnami vybavené patro a pravděpodobně další roubené nebo hrázděné patro pro střelce z lehčích zbraní. Svou podobou a osamoceností patří věž mezi nejstarší pokusy reagovat po husitských válkách na rozvoj dělostřelby.

## Galerie

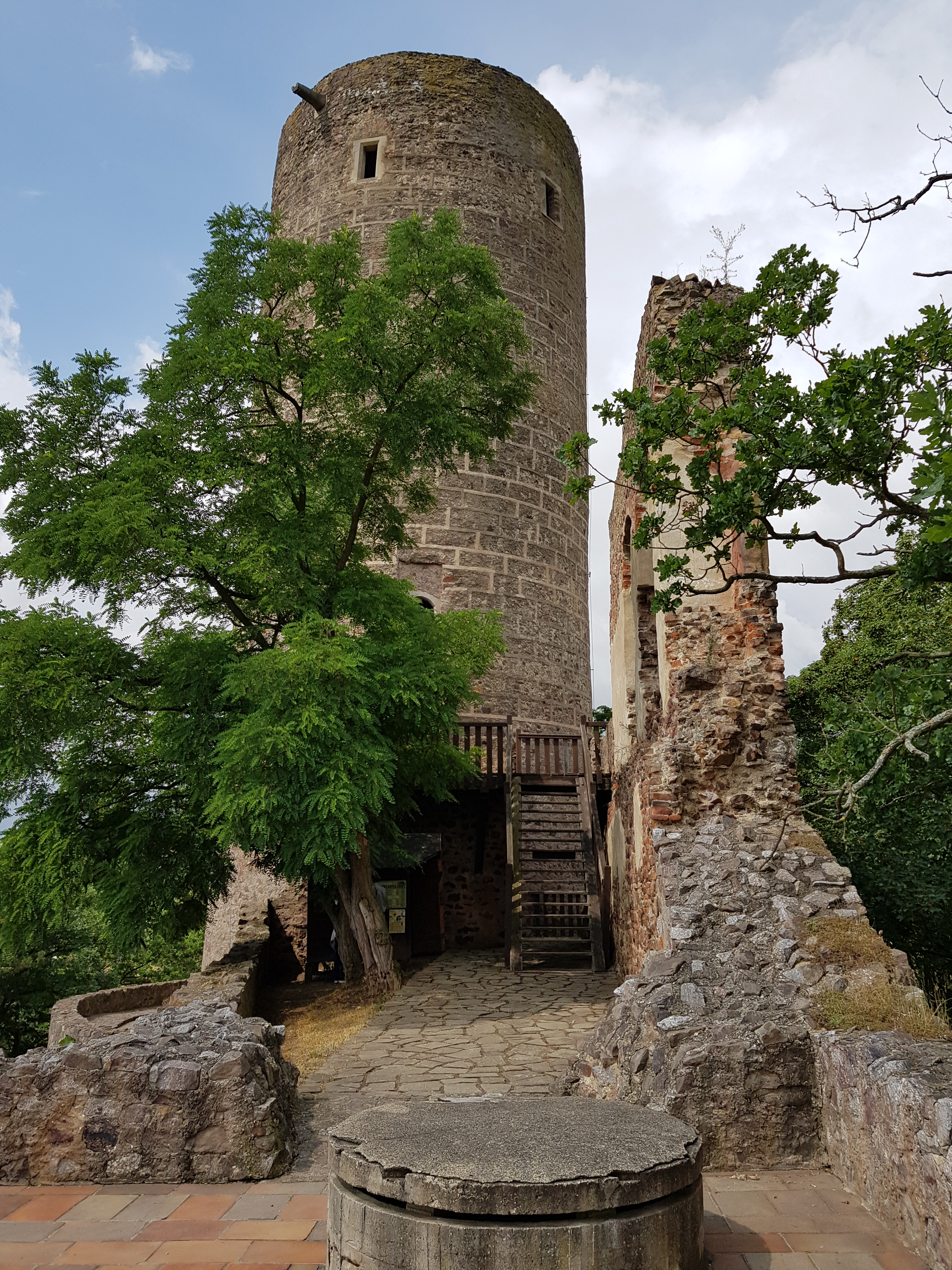
Bergrit
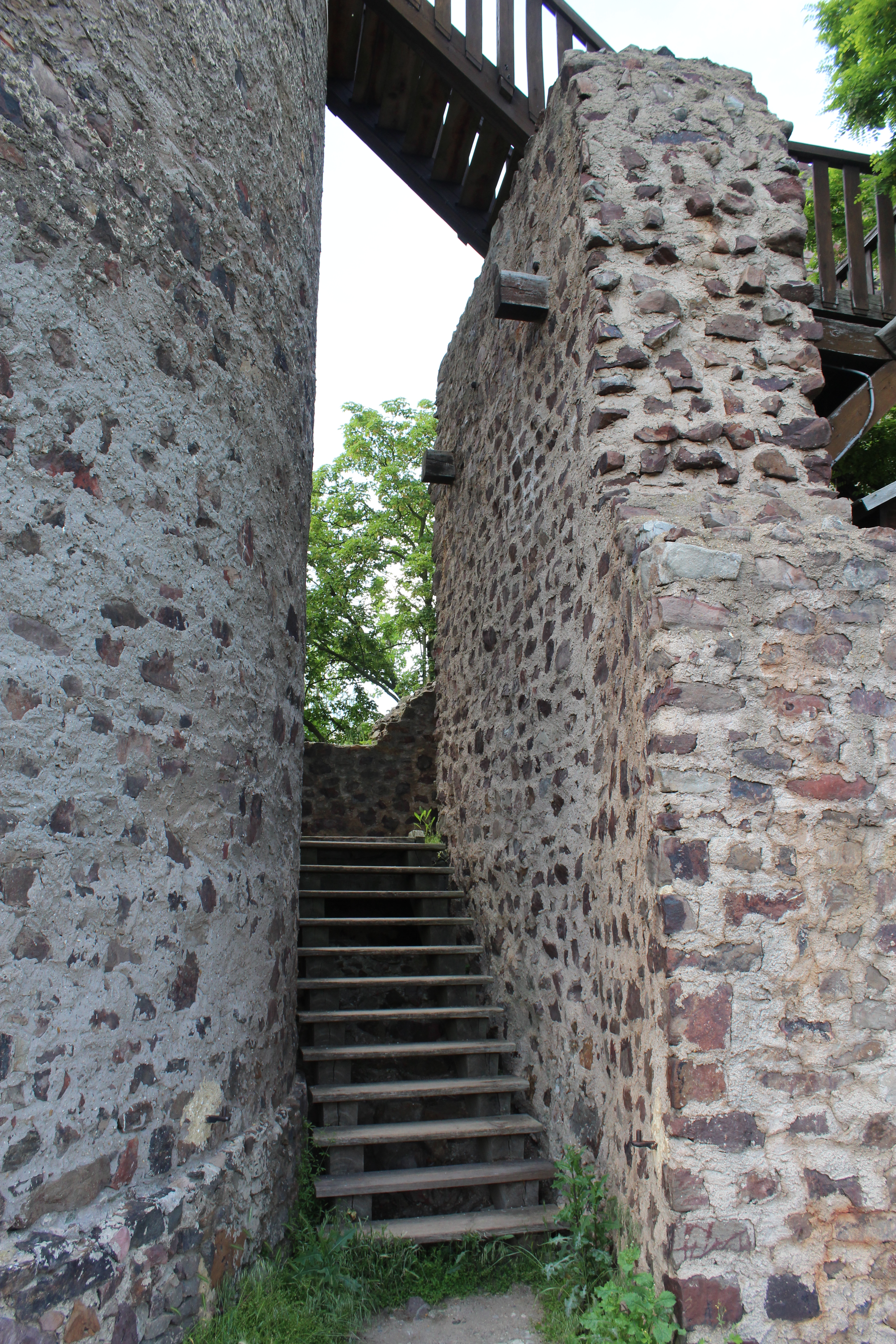
Průchod mezi bergfritem a plášťovou zdí
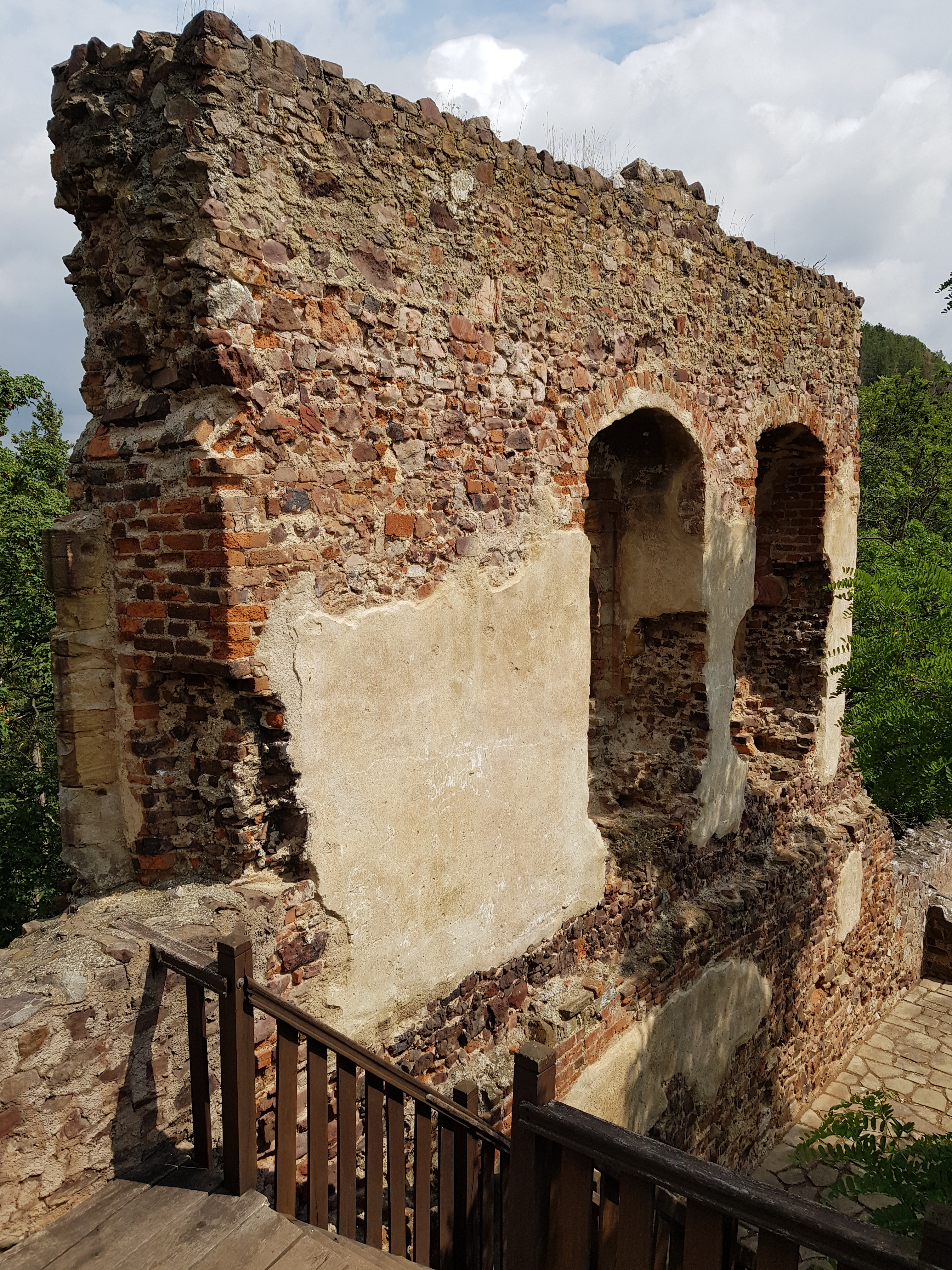
Zeď starého paláce s okny bývalého velkého sálu
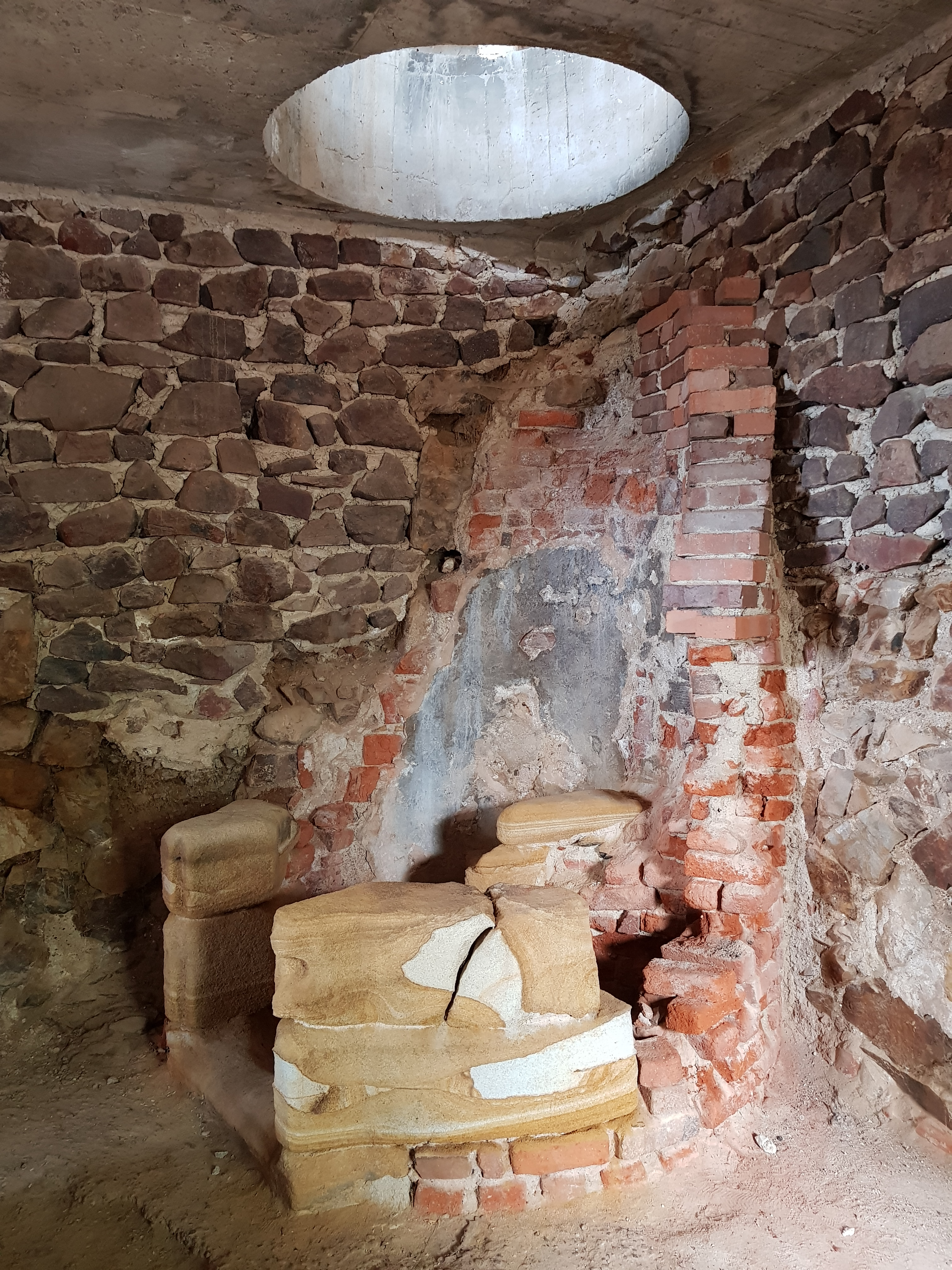
Torzo schodiště
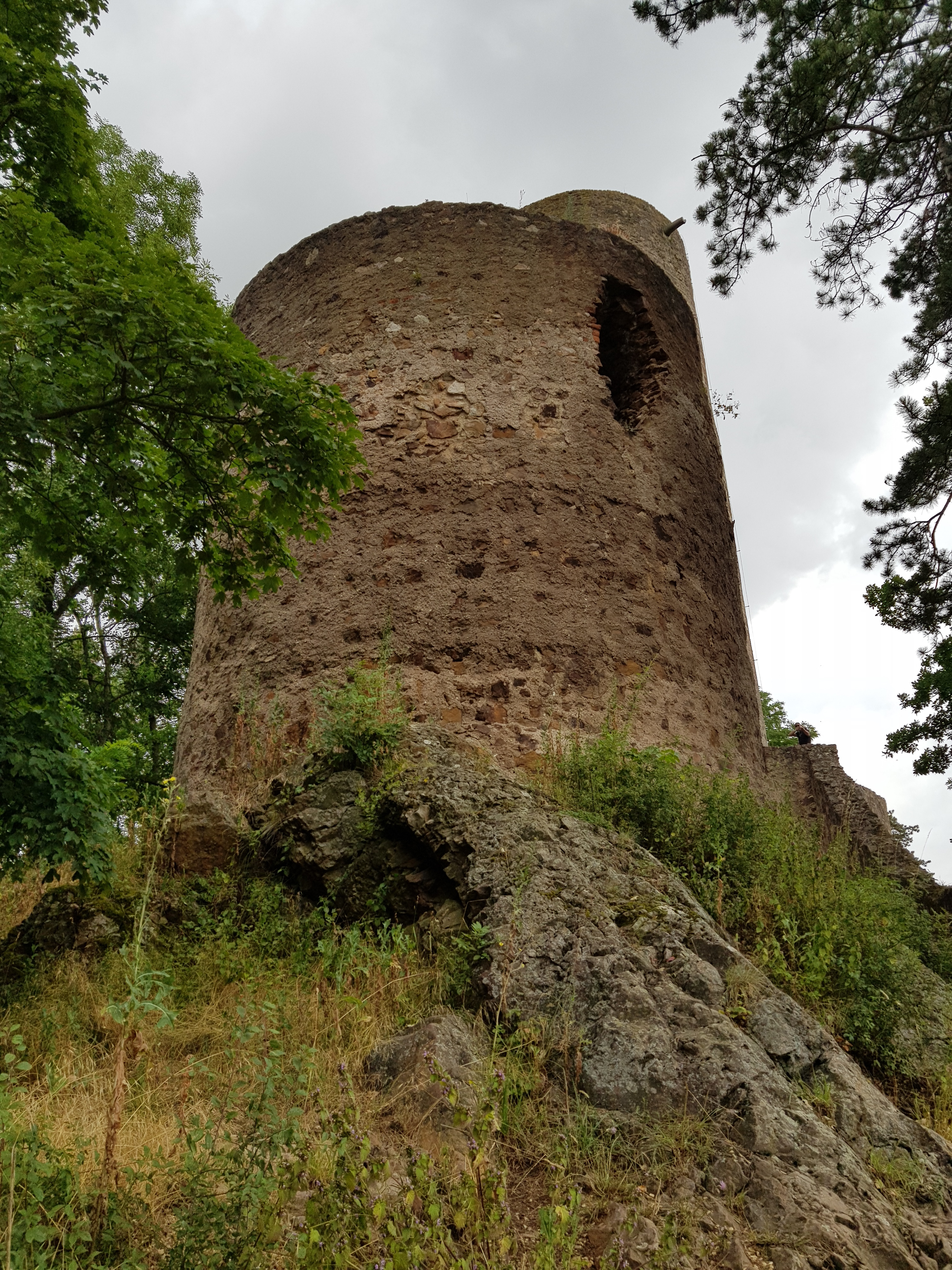
Menší věž v hradním jádře

## Přístup
Zřícenina hradu Žebrák je přístupná v letní turistické sezóně od dubna do září. Z města Žebrák sem vede modře značená turistická trasa.